# 魏振海
魏振海（1963年—1990年3月20日）是中华人民共和国的一名抢劫杀人犯，1963年出生于山东郓城，后因逃难来到西安道北定居。魏振海因在校打架斗殴被学校开除后混迹社会，并获得一称号“小黑”。1986年10月20日，他伙同郭振平（绰号“天圈”）在西安小寨东路省军区家属院公然持枪杀人抢劫碎尸，被抓获后于行刑前5天（1988年3月28日）越狱。1989年11月25日他伙同谢锋等人制造一起抢劫案败露后炸死两名警员，随后被电视通缉。1990年3月20日魏振海与谢锋等4人被枪决。